# 943 (szám)
A 943 (római számmal: CMXLIII) egy természetes szám, félprím, a 23 és a 41 szorzata.

## A szám a matematikában
A tízes számrendszerbeli 943-as a kettes számrendszerben 1110101111, a nyolcas számrendszerben 1657, a tizenhatos számrendszerben 3AF alakban írható fel.
A 943 páratlan szám, összetett szám, azon belül félprím, kanonikus alakban a 231 · 411 szorzattal, normálalakban a 9,43 · 102 szorzattal írható fel. Négy osztója van a természetes számok halmazán, ezek növekvő sorrendben: 1, 23, 41 és 943.
A 943 négyzete 889 249, köbe 838 561 807, négyzetgyöke 30,70831, köbgyöke 9,80627, reciproka 0,0010604. A 943 egység sugarú kör kerülete 5925,04374 egység, területe 2 793 658,126 területegység; a 943 egység sugarú gömb térfogata 3 512 559 483,3 térfogategység.